# Nicole Gries-Trisse
Nicole Gries-Trisse (ur. 29 czerwca 1963 r.) – francuska polityk reprezentująca partię La République En Marche! W wyborach parlamentarnych w czerwcu 2017 r. została wybrana do francuskiego Zgromadzenia Narodowego, w którym reprezentuje departament Mozela.